# مشهدي كندي (تشالدران)
مشهدي كندي (بالفارسية: مشهدی‌کندی) هي قرية تقع في قسم ببه‌جيك (مقاطعة تشالدران) في إيران. يقدر عدد سكانها بـ 81 نسمة .